# トリチェージモ
トリチェージモ（伊: Tricesimo）は、イタリア共和国フリウリ＝ヴェネツィア・ジュリア州ウーディネ県にある、人口約7,600人の基礎自治体（コムーネ）。

## 地理

### 位置・広がり

#### 隣接コムーネ
隣接するコムーネは以下の通り。
- カッサッコ
- コッロレード・ディ・モンテ・アルバーノ
- パニャッコ
- レアーナ・デル・ロイアーレ
- タルチェント
- タヴァニャッコ
- トレッポ・グランデ

### 気候分類・地震分類
トリチェージモにおけるイタリアの気候分類 (it) および度日は、zona E, 2451 GGである。
また、イタリアの地震リスク階級 (it) では、zona 2 (sismicità media) に分類される。

## 行政

### 分離集落
トリチェージモには、以下の分離集落（フラツィオーネ）がある。
- Adorgnano, Ara Grande, Ara Piccola, Felettano, Fraelacco, Laipacco, Leonacco, Luseriacco, Colgallo, Braidamatta, San Pelagio, Morena

## 姉妹都市
- ミッタージル（ドイツ語版）、オーストリア